# Ernst Johann
Ernst Johann (* 23. Dezember 1909 in Schifferstadt; † 1. April 1980 in Groß-Gerau) war ein deutscher Schriftsteller und Journalist (Pseudonym Jakob Dennhardt).

## Leben
Ernst Johann war das zweitälteste von neun Kindern einer Metzgerfamilie in Schifferstadt (Pfalz). Nach dem Abitur studierte er in Heidelberg, Leipzig und an der Sorbonne in Paris Literatur- und Kunstgeschichte, Soziologie und Nationalökonomie. Er war „Lehrling“ bei der 1936 eingestellten „Speyerer Zeitung“. Er promovierte 1935 über „Die deutschen Buchverlage des Naturalismus und der Neuromantik“ und war bis 1936 Freier Journalist in Berlin, u. a. für das Berliner Tageblatt und Die Dame. Nach einer kurzen Zeit als Redakteur an der „Allgemeinen Zeitung“ in Nordhausen (Harz) gestaltete er das Feuilleton der Kölnischen Zeitung mit Gerhard F. Hering. Johann wurde 1943 zum Militär einberufen und 1945 aus amerikanischer Gefangenschaft entlassen.
Schon 1946 veröffentlichte er im Oswald Dobbeck Verlag (Speyer) Gedichte von Heinrich Heine, französische Gedichte und Briefe von Stendhal. Eine Veröffentlichung „Was ist Demokratie“ erschien 1947. Von 1946 bis 1948 war er Chefredakteur der neu gegründeten Die Rheinpfalz. Dann betreute er „Das Kulturelle Wort“ beim damaligen Südwestfunk in Baden-Baden. Von 1952 bis 1956 arbeitete er als Cheflektor des S. Fischer Verlags in Frankfurt am Main. Es folgte eine Zeit der freien Tätigkeit als Feuilletonist und Filmemacher.
Er war der erste Fernsehkritiker der Frankfurter Allgemeinen Zeitung. Für die Büchergilde Gutenberg gab er eine Goethe-, eine Schiller- und eine Lichtenberg-Ausgabe heraus, ebenso die erfolgreiche Rowohlt-Monographie über Georg Büchner.
Von 1960 bis 1978 war er Generalsekretär der Deutschen Akademie für Sprache und Dichtung in Darmstadt. Als Mitglied und zeitweiliger Schatzmeister des Deutschen P.E.N. hielt er Kontakte und Freundschaften zu den Schriftstellern und Schriftstellerinnen seiner Zeit. Sein literarisches Wissen war unerschöpflich und seinen Rat schätzte unter anderem der damalige Bundespräsident Walter Scheel. Ernst Johann war zeitlebens ein „homme de lettre“. 1980 starb Ernst Johann in seinem Haus in Groß-Gerau. Er war verheiratet und hat zwei Töchter, die in Nauheim und Berlin leben.

## Auszeichnungen und Ehrungen
Ernst Johann wurde mit dem Bundesverdienstkreuz Erster Klasse und der Johann-Heinrich-Merck-Ehrung der Stadt Darmstadt ausgezeichnet.

## Ernst-Johann-Literaturpreis
Im September 2011 beschloss der Stadtrat von Johanns Geburtsort Schifferstadt, alle drei Jahre einen Ernst-Johann-Literaturpreis zu verleihen, der mit 2000 Euro dotiert ist. Die erstmalige Verleihung fand im Jahr 2012 statt. Berücksichtigt werden vorgeschlagene Autoren, die in deutscher Sprache publizieren und dem literarischen Schaffen Ernst Johanns gerecht werden. Preisträger waren bisher Elke Heidenreich, Juli Zeh, Wilhelm von Sternburg, Karl Corino und Sarah Bosetti (2024).

## Werke
- Die deutschen Buchverlage des Naturalismus und der Neuromantik, Weimar 1935
- Die Luftschaukel. Stelldichein kleiner Prosa, Berlin 1947
- Was ist Demokratie? Eine volkstümliche Darstellung, Speyer 1947
- Der Bildhauer Kurt Schwippert, Düsseldorf 1948
- Die Mode höret nimmer auf. Vor dem Sündenfall und nachher erst recht, Stierstadt im Taunus 1956
- Das Jahr des Metzgers. Der Lissnerschen Wurstologia anderer Band, Wiesbaden 1958
- Georg Büchner in Selbsterzeugnissen und Bilddokumentationen, Hamburg 1959
- Kleine Geschichte des Films. Vom Kaleidoskop zur Breitwand, Frankfurt a. M. 1962
- Deutsch, wie es nicht im Wörterbuch steht, Frankfurt a. M. 1967
- Deutschland, deine Pfälzer, Reinbek 1971
- Unziemliche Sachen, Frankfurt a. M. 1974

## Herausgeberschaft
- Französische Gedichte in den besten deutschen Übertragungen, Speyer 1947
- Was ist Demokratie? Eine volkstümliche Darstellung, Speyer 1947. (Neuabdruck in: Lust an Literatur – Leidenschaft für die Demokratie, 2017.)
- Stendhal (d. i. Henry Beyle). Sein Leben in Briefen, Speyer 1948
- Goldsmith Oliver: Der Landprediger von Wakefield, Roman, Stuttgart 1956
- Linien des Lebens; Friedrich Bischoff. Gestalt, Wesen und Werk, Tübingen 1956
- Johann Wolfgang von Goethe: Gedichte, Ausw. u. Nachw., Frankfurt a. M. 1957
- Goethe, Romane, Wilhelm Meisters Wanderjahr, Die Wahlverwandtschaften. Das Märchen. Novelle. Mit Nachw. von Ernst Johann, Frankfurt a. M. 1957
- Goethe, Reisen in Italien, in der Schweiz, in Frankreich und in Deutschland mit Nachw. von Ernst Johann, Frankfurt a. M. 1958
- Taschenlexikon der deutschen Literatur, Neuausgabe, erg. und verm. von Ernst Johann, München 1959
- Hebel Johann Peter, Biblische Geschichten, den Kindern erzählt, herausgegeben und mit Nachwort versehen von Ernst Johann, Frankfurt a. M. 1961
- Wilhelm II. Deutscher Kaiser, Reden des Kaisers, Ansprachen, Predigten und Trinksprüche Wilhelms II. Hrsg. von Ernst Johann, München 1966
- Büchner Georg, Sämtliche Werke, mit Nachw. von Ernst Johann, Frankfurt a. M., Zürich 1968
- Innenansicht eines Krieges : Bilder, Briefe, Dokumente. 1914–1918.  Hrsg. von Ernst Johann. Verlag Scheffler, Frankfurt a. M. 1968. Weitere Ausgaben bei der Büchergilde Gutenberg und dtv. (Eine ausführliche Sammlung von vielen Dokumenten kritischer Stimmen zur wilhelminischen Politik und der Begeisterung des Bürgertums über den Krieg in der Zeit des Ersten Weltkrieges)